# ثوري
ثوري هو الشخص الذي يشارك أو يدافع عن الثورة. وهو مصطلح نسبي يطلق على أصحاب ثورة معينة مقاتلين بالسلاح ضد حكومة معينة وعلى الجهات المؤيدة للمقاتلين. أيضا يشير مصطلح الثوري إلى شيء له تأثير كبير ومفاجئ على المجتمع أو على جانب من جوانب المسعى البشري. ولا يطلق مصطلح ثوري على المعارضين الذين يتبنون فكرة المعارضة السلمية. أثناء الحرب الباردة أُطلق مصطلح ثوري ومصطلحات شبيهة على الثوار الذين كانوا يناضلون ضد الإمبريالية العالمية والاستعمار وقد أطلق المصطلح على حركات كاسترو وجيفارا.

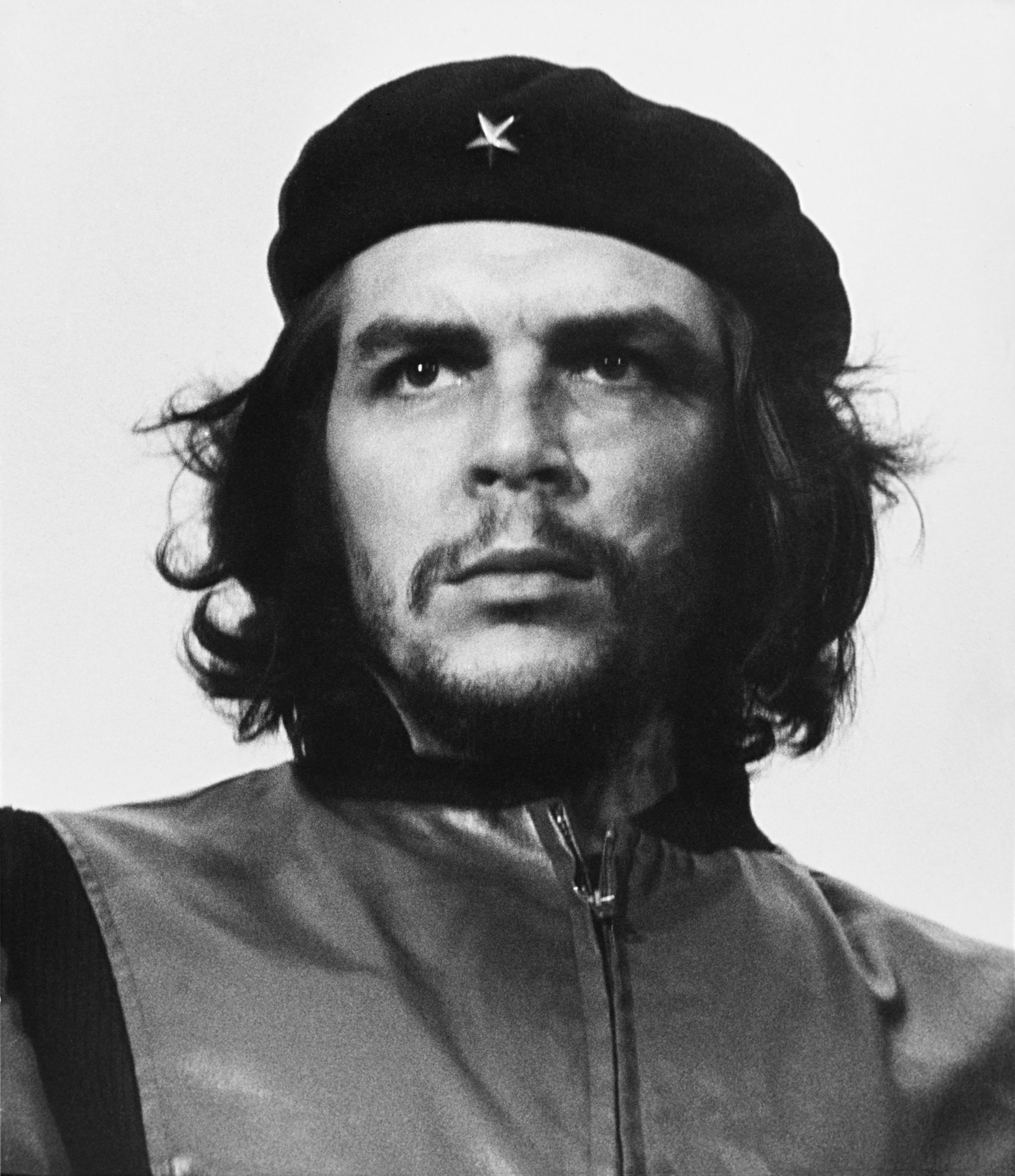
صورة تشي جيفارا وهو رمز للثوريين لقب بغيريليرو هيروويكو ويعني بطل حرب العصابات

## المصطلح
عادة ما يطبق هذا المصطلح - بصفته اسما وصفة - في مجال السياسة، ويستخدم أحيانا في سياق العلم، الاختراع، الأدب أو الفن في السياسة، والثوري هو شخص يدعم التغيير المفاجئ، السريع والجذري
في حين أن الإصلاحي هو شخص يدعم المزيد من التغيير التدريجي، والمحافظ هو شخص يعارض عموما مثل هذه التغييرات والرجعي هو شخص يريد أن تعود الأمور إلى ما كانت عليه قبل حدوث التغيير.

## الثورة والأيديولوجية
وفقا لعالم الاجتماع جيمس تشونينغ ديفيز، قد يصنف الثوار السياسيون بطريقتين:
1. وفقا لأهداف الثورة التي يقترحونها. وعادة ما تكون هذه الأهداف جزءا من أيديولوجية معينة. من الناحية النظرية، كل أيديولوجية يمكن أن تولد العلامة التجارية الخاصة بها من الثوار. وفي الواقع العملي، كان معظم الثوار السياسيين إما لاسلطويون، شيوعيين، قوميين أو اشتراكيين.
2. وفقا للطرق التي يقترح استخدامها. هذا يقسم الثوار في مجموعتين واسعتين: أولئك الذين يدعون إلى ثورة عنيفة، وأولئك الذين هم من دعاة السلام.

وقد ذكر الفوضوي الثوري سيرغي نيشاييف في التعليم المسيحي الثوري:
| ثوري | "الثوري رجل محكوم ولا يملك مصالح خاصة ولا شئ ولا مشاعر أو علاقات أو ممتلكات ولا حتى اسم خاص به، فهو يهتم لغرض واحد، فكر واحد، شغف واحد، الثورة، ليس فقط بالكلمة وإنما بالفعل، فقد قطع كل صلة مع النظام الاجتماعي ومع العالم المتحضر بأسره؛ مع القوانين، والطرق الحميدة، والاتفاقيات، والأخلاق في هذا العالم، وهو عدو بلا رحمة وهو يعيش لأجل غرض واحد فقط - لتدميره ". | ثوري |

وقال الشاعر العربي الفلسطيني عبد الرحيم محمود في وصف الفدائيين:

وفقا لتشي جيفارا، قال:
| ثوري | "في خطر يبدو مثير للسخرية، اسمحوا لي أن أقول أن الثوري الحقيقي يسترشد بشعور كبير من الحب، فمن المستحيل أن نفكر في ثوري حقيقي يفتقر إلى هذه النوعية" | ثوري |

ووفقا لخبيرة الإرهاب جوزيبا زولايكا، فإن كلمات تشي جيفارا تحتاج إلى أن تؤخذ حرفيا إذا أردنا أن نعرف ما «الإرهابي» هو كل شيء. وتشرح، في سياق دراسات أخرى حول هذا الموضوع، أن «العالم لن يفهم أبدا جنون الحبيب، أو استعداده لاحتضان الموت، بل هو فائض من الرغبة الذاتية التي تصيب الإرهابي أيضا». في هذا السياق، فإن كلمات تشي جيفارا هي ببساطة «بديهية للمسلح العنيف»